# Empress of Australia
Die Empress of Australia (I) war ein ursprünglich in Deutschland gebauter Ozeandampfer, der ab 1922 für die kanadische Reederei Canadian Pacific Steamship Company im Dienst war. Vom Beginn des Zweiten Weltkriegs an bis zur Verschrottung 1952 diente sie als alliierter Truppentransporter.

## Entstehung
Das Dampfturbinenschiff wurde auf der Werft AG Vulcan Stettin in Bredow bei Stettin für die HAPAG gebaut und lief am 20. Dezember 1913 als Admiral von Tirpitz vom Stapel. Benannt war es nach Großadmiral Alfred von Tirpitz. Im Februar 1914 wurde der Name des Schiffs auf Tirpitz gekürzt. Das Schiff sollte Ende 1914 in Dienst gestellt und das neue Flaggschiff der Reederei auf der Südamerika-Route werden, aber der Ausbruch des Ersten Weltkriegs verhinderte die Fertigstellung.
1916 wies Kaiser Wilhelm II. an, dass das Schiff als königliche Yacht vollendet werden sollte. Aber auch aus diesen Plänen wurde nichts. Nach Kriegsende, im März 1919, wurde das Schiff von der Reparationskommission Großbritannien als Kriegsreparation zugesprochen und fuhr am 1. November 1919 als Prise von Hamburg nach Kingston upon Hull. In Großbritannien war das Schiff in London registriert und kam unter das Management der Reederei P&O, die es als Truppentransporter einsetzte.

## Canadian Pacific
Am 25. Juli 1921 wurde die Tirpitz von der kanadischen Reederei Canadian Pacific Steamship Company gekauft und in Empress of China umbenannt. Da jedoch bereits die kurz zuvor ebenfalls von Canadian Pacific übernommene Prinz Friedrich Wilhelm ebenfalls in Empress of China umbenannt worden war, erhielt die Tirpitz im August 1921 den Namen Empress of Australia. Die Prinz Friedrich Wilhelm wurde im selben Monat in Empress of India umbenannt.
Die Empress of Australia wurde bei John Brown & Company in Clydebank überholt und vollständig ausgerüstet. Nach Fertigstellung war der 187,4 Meter lange und 12,8 Meter breite Dampfer mit zwei Dampfturbinen von Fairfield Shipbuilders ausgerüstet, die 16.000 PS leisteten und das Schiff auf 16,5 Knoten beschleunigen konnten. Die Passagierkapazität lag bei 400 Passagieren der Ersten Klasse, 150 in der Touristenklasse und 635 in der Dritten Klasse. Am 28. Juli 1922 lief die Empress of Australia zu ihrer ersten zivilen Fahrt von Clydebank über Panama nach Vancouver aus. Sie wurde danach auf der Route von Vancouver nach Japan und Hongkong eingesetzt.

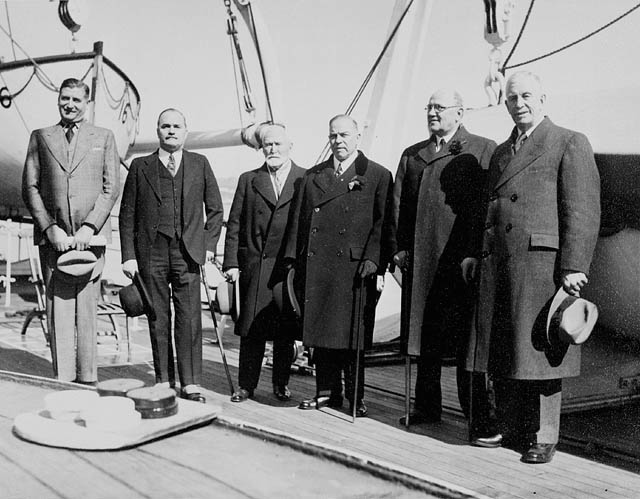
Mackenzie King (4. v. l.) an Bord der Empress of Australia (1937).

Die Reederei war nach einiger Zeit unzufrieden mit der Leistung des Schiffs und entschied sich nach 20 Überfahrten auf dem Pazifik, neue Maschinen installieren zu lassen. Die Empress of Australia traf am 9. September 1926 in Glasgow ein, wo zwei Parsons-Dampfturbinen und sechs neue Doppelender-Dampfkessel eingebaut wurden. Die Maschinenleistung betrug nun 20.440 PS und die Höchstgeschwindigkeit erhöhte sich auf 19,5 Knoten. Die Umrüstung dauerte mehrere Monate und kostete mehr als eine halbe Million Pfund Sterling. Bei der anschließenden Probefahrt erreichte die Empress of Australia eine Höchstgeschwindigkeit von 20,34 Knoten. Außerdem wurde im Zuge der Erneuerungen das Dreiklassensystem aufgegeben. Die Passagierunterkünfte wurden so umgestaltet, dass fortan 1500 Reisende in einer einzigen Preisklasse in luxuriösen Kabinen unterkommen konnten. Der Speisesaal wurde im Régence-Stil gestaltet, die Lounge mit Tanzfläche im Empire-Stil und der Schreibsalon im Stil Ludwigs XVI.
Später wurde die Empress of Australia auf die Nordatlantik-Route gesetzt und legte am 25. Juni 1927 zu ihrer ersten Fahrt von Southampton nach Québec ab. Unter den Passagieren waren Prinz Eduard, Prinz George und Premierminister Stanley Baldwin. Diese neue Route bediente sie zusammen mit der Empress of Scotland und der Empress of France. Ab 1928 wurden mit der Empress of Australia zusätzlich Kreuzfahrten und Weltumrundungen außerhalb der Saison durchgeführt.
1938 wurde das Schiff bei Harland & Wolff in Belfast generalüberholt. Es nahm Anfang 1939 den Liniendienst wieder auf. Nach drei Atlantiküberquerungen wurde die Empress of Australia ausgewählt, als königliche Yacht für König Georg VI. und Königin Elizabeth während eines Staatsbesuchs in Kanada zu dienen. Am 6. Mai 1939 verließ sie Portsmouth und traf elf Tage später in Québec ein. Für die Rückreise im Juni nahm das königliche Paar die Empress of Britain.

## Großes Kantō-Erdbeben
Während des Großen Kantō-Erdbebens am 1. September 1923 befand sich die Empress of Australia im Hafen von Yokohama und war bereit abzulegen, als sie wenige Minuten vor 12 Uhr von dem Beben der Stärke 7,9 auf der Momenten-Magnituden-Skala überrascht wurde. Sie rollte schwer von einer Seite auf die andere und die Docks brachen teilweise unter den Füßen der fliehenden Schaulustigen ein. Das Beben dauerte nur wenige Minuten an, richtete aber auf der Hauptinsel Honshū gewaltigen Schaden an und forderte über 140.000 Todesopfer.
Ein kleineres Schiff, die Lyons Maru, löste sich von ihrem Ankerplatz und rammte die mit Passagieren überfüllte Empress of Australia am Heck. Seile und Leitern wurden an der Schiffswand heruntergelassen, damit Menschen, die in den zerstörten und brennenden Docks gefangen waren, an Bord klettern konnten. Passagiere und Besatzungsmitglieder arbeiteten zusammen an den Feuerlöschschläuchen, um zu verhindern, dass auf das Schiff niedergehende Funken einen Brand auslösen konnten. Aufgrund eines beschädigten Propellers konnte das Schiff zunächst nicht auslaufen.
Drei Tage nach dem Beben traf die Yamashiro, ein Schlachtschiff der kaiserlich-japanischen Marine, in Yokohama ein. Taucher der Yamashiro inspizierten den Propeller und entfernten ein darin verheddertes Kabel. Die Maschinen wurden getestet und es wurde festgestellt, dass die Empress of Australia keinen größeren Schaden genommen hatte. Auf Bitten des britischen Konsuls blieb das Schiff aber vor Ort und wurde genutzt, um Hilfe beim Wiederaufbau zu leisten und Überlebende des Bebens zu beherbergen. Am 12. September 1923 verließ das Schiff schließlich Yokohama. Kapitän Samuel Robinson erhielt für seine Arbeit mehrere Auszeichnungen, darunter den Order of the British Empire und die Lloyd’s Silver Medal.

## Truppentransporter

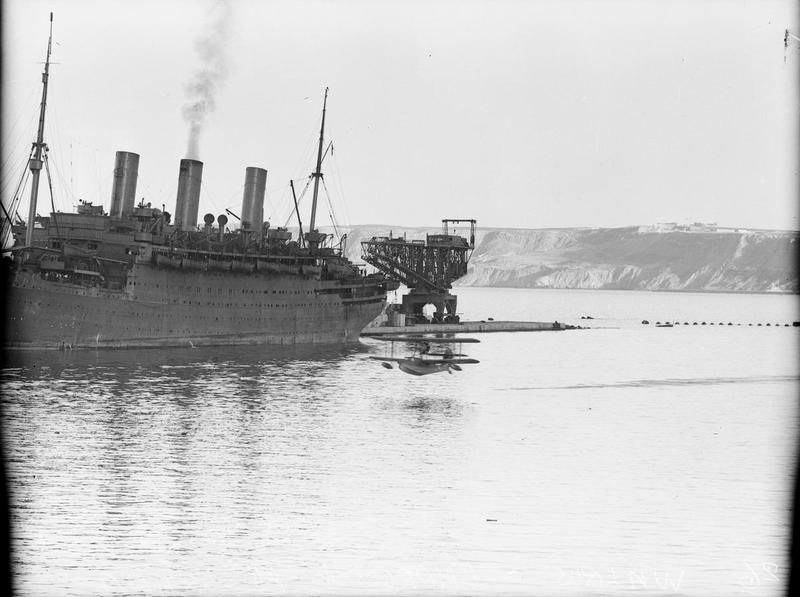
Ein Supermarine Walrus mit der Empress of Australia im Hintergrund in Mers-el-Kébir (Algerien), 20. Januar 1943.

Nach Ausbruch des Zweiten Weltkriegs wurde die Empress of Australia nach Southampton geschickt, wo sie in ein Truppenschiff umgewandelt, grau angestrichen und mit einer 76-mm-Kanone ausgerüstet wurde. Sie konnte in ihrem neuen Verwendungszweck 5.000 Personen befördern. In diesem Dienst stand sie insgesamt 13 Jahre.
Am 28. September 1939 lief sie zu ihrer ersten Truppenfracht nach Ceylon und Bombay aus. Anschließend fuhr sie nach Halifax, wo sie sich einem großen Geleitzug anschloss, der kanadische Soldaten nach Europa brachte. Die Empress of Australia überstand den Krieg unbeschadet. Nur einmal kam sie zu Schaden, als sie während des Afrikafeldzugs im Januar 1943 mit der Ormonde (14.853 BRT) der Orient Line kollidierte. Auf ihrer letzten Fahrt in Kriegszeiten beförderte sie ehemalige Kriegsgefangene und Flüchtlinge aus Hongkong. In späteren Jahren wurde sie noch in anderen Kriegen eingesetzt, darunter im Koreakrieg.
1946 verhedderte sich ihre Ankerkette mit der des Frachters Debrett, als beide Schiffe bei Liverpool vor Anker lagen. Sieben Schlepper waren nötig, um die beiden Schiffe wieder voneinander zu trennen. Im Dezember desselben Jahres wurden die Truppenunterkünfte an Bord den Friedenszeiten angepasst und etwas komfortabler gestaltet. Den grauen Farbanstrich aus Kriegszeiten behielt das Schiff aber bis zuletzt. Bis 1951 wurde das Schiff als Truppentransporter eingesetzt. Im darauffolgenden Jahre wurde die Empress of Australia nach ihrer 70. Truppenfahrt zum Abbruch verkauft.
Im Mai 1952 wurde sie bei Thomas W. Ward Shipbreakers Ltd. in Inverkeithing verschrottet. Teile der Eichenholztäfelung und des Schiffsmobiliars befinden sich heute im Besucherzentrum der Whisky-Brennerei Glenfarclas im schottischen Ballindalloch.